# Rudolf Zehetgruber
Rudolf Zehetgruber, né le 16 septembre 1926 à Vienne (Première République d'Autriche) et mort le 2 juillet 2023, est un réalisateur, scénariste, producteur et acteur autrichien.
Il est apparu sous de multiples pseudonymes, comme Rolf Gruber, Richard Lynn, David Mark, Robert Mark, Rudolf Rittberg ou Rolf Zehett.

## Biographie
Dans les années 1950, Zehetgruber a participé, entre autres, à Sissi et ses suites en tant que chef opérateur et assistant réalisateur. Parallèlement, il a produit quelques courts-métrages documentaires.
Dans les années 1960, il a lui-même mis en scène des films policiers et d'espionnage ainsi que le western Le Triomphe des sept desperadas. Il est finalement devenu célèbre grâce aux films de la Coccinelle produits au début des années 1970 par sa société Barbara-Film, dans lesquels il jouait le rôle de Jimmy Bondi et était également réalisateur. Sa femme Barbara était toujours à ses côtés et tenait le premier rôle féminin dans tous les de La Coccinelle sous le pseudonyme de Kathrin Oginski.
Depuis un certain temps, il s'est retiré de la vie publique. Dans le cadre de son 95e anniversaire en 2021, il a réalisé un message vidéo public sur les réseaux sociaux.

## Filmographie
- 1960 : Village sans morale (de) (Das Dorf ohne Moral)
- 1963 : Interpol contre stupéfiants (Die schwarze Kobra)
- 1963 : Le Manoir de l'étrangleur (de) (Die Nylonschlinge)
- 1963 : Piccadilly minuit douze (de) (Piccadilly null Uhr zwölf)
- 1963 : L'Auberge de Dartmoor (de) (Das Wirtshaus von Dartmoor)
- 1964 : F.B.I. contre l'œillet chinois (Das Geheimnis der chinesischen Nelke)
- 1965 : Le commissaire X traque les chiens verts (Kommissar X – Jagd auf Unbekannt), coréalisé avec Gianfranco Parolini
- 1965 : Jeunes Filles derrière les barreaux (de) (Mädchen hinter Gittern)
- 1966 : Chasse à l'homme à Ceylan (Kommissar X : Drei gelbe Katzen)
- 1966 : Le Triomphe des sept desperadas (Frauen, die durch die Hölle gehen)
- 1967 : Commissaire X : Halte au LSD (Kommissar X – Drei grüne Hunde)
- 1968 : Inspektor Blomfields Fall Nr. 1 – Ich spreng euch alle in die Luft (de)
- 1971 : Une Coccinelle en safari (Ein Käfer geht aufs Ganze)
- 1972 : Une Coccinelle à toute allure (Ein Käfer gibt Vollgas)
- 1973 : La Coccinelle et les Cascadeurs (de) (Ein Käfer auf Extratour)
- 1975 : La Voiture la plus folle du monde (de) (Das verrückteste Auto der Welt)
- 1978 : Deux Coccinelles à l'attaque (de) (Zwei tolle Käfer räumen auf)
- 1985 : Nessie – das verrückteste Monster der Welt (de)